# Liebe mit Risiko – Gigli
Liebe mit Risiko – Gigli (Originaltitel: Gigli) ist eine US-amerikanische Filmkomödie von Martin Brest aus dem Jahr 2003. Die Hauptrollen spielen Ben Affleck und Jennifer Lopez. Es ist zugleich die letzte Regiearbeit des Regisseurs Brest, welcher sich nach dem Misserfolg des Films aus dem Filmgeschäft zurückzog.

## Handlung
Der Gangster Louis beauftragt den gutaussehenden Kleinkriminellen Larry Gigli, einen nach außen hin rohen, im Grunde jedoch empfindsamen und rücksichtsvollen Kerl einfacher Herkunft, mit der Entführung von Brian, des geistig zurückgebliebenen Bruders eines Staatsanwalts. Der Zweck der Entführung besteht darin, den Staatsanwalt dazu zu bewegen, in einem Fall nachzugeben, in dem der Verbrecher Starkman die Verhandlung seiner Anklagen erwartet. Gigli (gesprochen wie „Chieli“) gelingt die Entführung von Brian, indem er diesem verspricht, ihm den Herzenswunsch zu erfüllen, ihn zum Drehort von Baywatch zu bringen, worauf er Brian in seiner Wohnung unterbringt.
Kurze Zeit darauf läutet es an der Tür und die Kleinkriminelle „Ricki“ kommt hinzu, die Louis ohne Wissen von Gigli zusätzlich angeheuert hat, damit nichts schiefgehen kann. Gigli, der sich sogleich in Ricki verschaut und eine heiße Liebesnacht mit ihr erhofft (in seinen Augen ist er der „Bulle“, sie die „Kuh“), muss von Ricki erfahren, dass sie lesbisch ist. Nach und nach stellt sich heraus, dass Ricki auch eine heterosexuelle Seite hat, was bewirkt, dass die (vorwiegend) lesbische Ricki sich so sehr zu Gigli hingezogen fühlt, dass sie schließlich sogar mit ihm schläft. In je einer kurzen Szene bekommen sie auch noch Besuch von Detective Stanley Jacobellis, der versucht, Brians Aufenthaltsort herauszufinden (während sich Brian still im Nebenzimmer aufhält), und von Robin, der Ex-Geliebten von Ricki, die Ricki um jeden Preis wieder zurückhaben möchte, was ihr jedoch nicht gelingt.
Als Louis, der seine Forderungen gegenüber dem Staatsanwalt nicht durchsetzen kann, nun verlangt, dass Brian der Daumen abgeschnitten und an die Behörden geschickt werden soll, beschließen Gigli und Ricki, die Brian inzwischen in ihr Herz geschlossen haben, stattdessen den Daumen eines Toten zu schicken, den sie demjenigen in einem Autopsieraum eines Krankenhauses abschneiden.
Bald stellt sich heraus, dass der Fingerabdruck nicht zu Brian passt, was den vollkommen gewissenlosen Starkman dazu bewegt, Louis, Gigli und Ricki zu sich in seine Villa zu bestellen, wo er Louis kurzerhand erschießt. Unter dem Vorwand, Brian endgültig beseitigen zu wollen, gelingt es Gigli und Ricki, Starkmans Haus unbeschadet zu verlassen. Sie holen Brian ab und machen sich auf den Weg, ihn wieder zu seinem Bruder nach Hause zu bringen. Auf dem Weg dorthin halten sie jedoch am Baywatch-Strand, wo gerade Dreharbeiten für die Serie stattfinden. Dem überglücklichen Brian gelingt es, sich unter die Statisten zu mischen, eine von den Statistinnen anzusprechen und mit allen gemeinsam zu tanzen.
Gigli und Ricki müssen untertauchen, um von Starkman nicht gefunden werden zu können. Als Zeichen seiner Zuneigung schenkt Gigli Ricki sein Auto. Ricki setzt sich zu Gigli ins Auto und legt seinen Kopf an ihre Schulter. Sie merkt an, dass Gigli Mascara gut stehen würde – Gigli muss erkennen, dass das Verhältnis sich plötzlich umgekehrt hat: Sie ist nun der „Bulle“, er die „Kuh“. Ricki will zwar lesbisch bleiben, verspricht aber für den Fall, dass sie doch einmal die Grenze überschreiten will, Gigli als erstes anzurufen. Ricki will Gigli wenigstens bis an die Stadtgrenze mitnehmen. Die beiden fahren gemeinsam über die Autobahn dem Horizont entgegen.

## Synchronisation
Die deutsche Synchronisation des Films übernahm die Film- & Fernseh-Synchron in Berlin, nach einem Dialogbuch von Theodor Dopheide unter der Dialogregie von Frank Schaff.
| Rolle                   | Schauspieler       | Deutscher Sprecher    |
| ----------------------- | ------------------ | --------------------- |
| Larry Gigli             | Ben Affleck        | Johannes Berenz       |
| Ricki                   | Jennifer Lopez     | Natascha Geisler      |
| Louis                   | Lenny Venito       | Jan Odle              |
| Brian                   | Justin Bartha      | Benedikt Weber        |
| Det. Stanley Jacobellis | Christopher Walken | Bodo Wolf             |
| Mrs. Gigli              | Lainie Kazan       | Eva Maria Bayerwaltes |
| Robin                   | Missy Crider       | Katrin Fröhlich       |
| Starkman                | Al Pacino          | Frank Glaubrecht      |
| Leichenhauswärter       | Peter van Norden   | Peter Musäus          |

## Rezeption

### Kritiken
Peter Travers schrieb in der Zeitschrift Rolling Stone vom 1. August 2003, der Film sei genauso „furchtbar“ wie die Komödie Stürmische Liebe – Swept Away mit Madonna. Die Dialoge seien „qualvoll“ („excruciating“). Lediglich Christopher Walken bringe die Zuschauer zum Lachen.
Das Lexikon des internationalen Films schrieb, der Film könne sich „zwischen den Subgenres“ nicht entscheiden. Er scheitere an den schlechten Leistungen der Hauptdarsteller. Die Dialoge seien „voller zweideutiger Anspielungen“, die Handlung sei „absehbar“.

### Auszeichnungen
Der Film erhielt im Jahr 2004 sechsmal die Goldene Himbeere: für Ben Affleck als Schlechtester Schauspieler, für Jennifer Lopez als Schlechteste Schauspielerin, für Martin Brest (sowohl als Regisseur wie auch als Drehbuchautor), als Schlechtester Film und das Schlechteste Filmpaarung (Affleck/Lopez). Al Pacino, Christopher Walken und Lainie Kazan wurden für die Goldene Himbeere nominiert. Im Jahr 2005 erhielt der Film den Spotttitel Schlechteste Komödie unserer ersten 25 Jahre (Worst 'Comedy' of Our First 25 Years).

## Hintergrund
Der Film wurde in Los Angeles, in Long Beach (Kalifornien), in Orange (Kalifornien) und in den Culver Studios gedreht. Seine Produktionskosten betrugen schätzungsweise 54 Millionen US-Dollar. Der Film spielte in den Kinos der USA ca. 6,1 Millionen US-Dollar ein.
In einem Interview im Juli 2023 berichtet Martin Brest, dass es zwischen ihm und dem Studio große Meinungsverschiedenheiten über die Richtung des Films gegeben habe. In der Folge kam es zu diversen Veränderungen, so fielen ganze Handlungsstränge fort und wurden Charaktere durch einen veränderten Filmschnitt massiv geändert, ebenso der Ton des Films: Brest hatte einen recht düsteren Gangsterfilm drehen wollen, doch nachdem die Beziehung zwischen Lopez und Affleck öffentlich geworden war, forderte das Studio stattdessen eine romantische Komödie. Dadurch wurden erhebliche zusätzliche Dreharbeiten erforderlich. Brest ärgerte sich im Nachgang, damals nicht die Arbeit an dem Film niedergelegt zu haben, zugleich aber für die mangelhafte Qualität verantwortlich gemacht worden zu sein. Nach diesen Erfahrungen habe er sich dann entschieden, sich als Regisseur nicht mehr zu betätigen.